# Stazione di Villa Castelli
A Stazione di Villa Castelli egy vasútállomás Olaszországban, Puglia régióban, Villa Castelli településen.

## Vasútvonalak
Az állomást az alábbi vasútvonalak érintik:
- Potenza-Brindisi-vasútvonal

## Kapcsolódó állomások
A vasútállomáshoz az alábbi állomások vannak a legközelebb: 
- Stazione di Francavilla Fontana
- Stazione di Grottaglie